# Théophile Steffen
Théophile Steffen (Noertrange, 6 december 1921 – Scheidel, 8 april 2021) was een Luxemburgs kunstschilder en tekenaar.

## Leven en werk
Théophile Steffen, Théo voor intimi, was een zoon van spoorwegmedeweker Théodore Steffen en Margaretha Schauls. Hij bezocht de École d'Artisans de l'Etat in de hoofdstad, als leerling van Joseph Wagner, Jean-Pierre Calteux, Josy Meyers, Jean Curot en Lucien Wercollier. Hij kreeg enkele maanden les van Martin Mendgen aan de Academie voor Schone Kunsten in Trier. Als een van de Luxemburgse dwangrekruten werd Steffen in februari 1943 opgeroepen voor de Reichsarbeitsdienst en na twee maanden gedwongen dienst te nemen bij de Wehrmacht. In april 1945 werd hij door de geallieerden gevangengezet in Graz. Een aantal maanden later kon hij via München terugkeren naar het groothertogdom. Na de oorlog was hij van 1946 tot aan zijn pensioen in 1980 technisch ambtenaar bij de Génie Rural.
Als kunstenaar schilderde en tekende hij vooral landschappen. Hij sloot zich aan bij de kunstenaarsverenigingen La Palette, Cercle Artistique de Luxembourg en Art Contemporain du Grand-Duché de Luxembourg. Hij exposeerde geregeld met deze verenigingen. Solotentoonstellingen had hij onder meer in het gemeentemuseum in Diekirch (1963) en meerdere keren bij Galerie Bradtké in Luxemburg-Stad.
Théophile Steffen had een atelier in Scheidel. Hij overleed er op 99-jarige leeftijd.